# Balun, unun, balbal
En Balun, unun eller balbal anvendes ved audiofrekvenser og radiofrekvenser til elektriske signalkredsløb (inkl. datakredsløb).
En bredbåndet balun med ferritkerner blev første gang beskrevet i radioamatørlitteraturen i 1964 af radioamatøren Richard H. Turrin, W2IMU. Ordet unun blev opfundet af radioamatøren Jerry Sevick, W2FMI.
Baluner, ununer og balbaler har en eller flere af disse formål:
- omsætte mellem et balanceret kredsløb og et ubalanceret (unbalanced) kredsløb (balun).
  - Ubalancerede kredsløb er fx ubalancerede elektriske transmissionslinjer (fx koaksialkabler) og radioantenner med ubalanceret tilkobling (fx discone-antenne og kvartbølge groundplane antenne).
  - Balancerede kredsløb er fx balancerede elektriske transmissionslinjer (fx hønsestigekabel) og radioantenner med balanceret tilkobling (fx dipolantenne og bikonisk antenne).
- tilpasse impedansen mellem to kredsløb. (både balun, unun og balbal kan benyttes til det)

Herudover kan baluner, ununer eller balbaler have andre egenskaber:
- Isolere elektrisk mellem de to tilkoblingssider (galvanisk isolation).
- Virke for et smalt bånd af frekvenser - eller virke for et bredt bånd af frekvenser (bredbånd).

Hvis man ikke anvender baluner, ununer eller balbaler på den rette måde, især med radiosendere, kan man risikere at:
- Sende signaler mellem koaksialkablets skærm - og stel/jord (med risiko for at forstyrre andre) - og/eller opsamle uønskede signaler mellem koaksialkablets skærm - og stel/jord.
- Sende ubalancerede signaler ind i balancerede transmissionslinjer; bieffekt - der sendes også signaler mellem signallederen og stel/jord, hvilket forårsager uønsket udstråling. Modtage balancerede signaler i en ubalancerede transmissionslinje, hvilket som bieffekt vil modtage uønskede signaler, da common-mode støj (uønskede signaler) ikke kan udfases.

## Balancerede og ubalancerede signaler
En balanceret transmissionslinje har signal på begge ledere, det ene signal i fase og det andet i modfase i forhold til stel eller jord - mens en ubalanceret transmissionslinje har den ene leder (skærmen) forbundet til stel eller jord i den ene eller begge ender.
Typisk formidles ubalancerede elektriske signaler via koaksialkabler, hvor stellederen (yderlederen) helt omslutter signallederen (inderlederen). Formålet med denne omslutning er både at holde formidlede signaler inde i transmissionslinjen - og hindre udefra kommende signaler at overlejre de formidlede signaler.

## Transmissionslinjetransformator
En transmissionslinjetransformator er en transformator, der benytter transmissionslinjer som en del af designet. Der findes flere typer:
- Ruthroff-transformator (impedans 1:4) - fra en ubalanceret transmissionslinje til en anden (unun). Ruthroff-transformatoren blev offentliggjort i en artikel af C.L. Ruthroff i 1959.[8]
- Guanella-transformator (impedans 1:4) - fra en balanceret transmissionslinje til en anden (balbal). Guanella-transformatoren blev offentliggjort i en artikel af George Guanella i 1944.[9]